# Valdeir Celso Moreira
Valdeir Celso Moreira (Goiânia, 31 de dezembro de 1967) é um ex-futebolista brasileiro que atuava como atacante, tendo, em 1990, sido bicampeão carioca, pelo Botafogo.

## Carreira
Valdeir, apelidado de The Flash por sua grande velocidade dentro de campo, começou no Atlético Goianiense, mas destacou-se no Botafogo em 1990, quando foi campeão carioca. Pelo alvinegro, o jogador chegou à seleção brasileira, que defenderia em 18 jogos no total.
Ao deixar o Botafogo em 1992, Valdeir defendeu o Bordeaux da França (chegou a atuar com Zinédine Zidane e Bixente Lizarazu, que venceriam a Copa de 1998 por Les Bleus, além do compatriota Márcio Santos), de 1992 a 1996, com uma passagem pelo São Paulo em 1993, por empréstimo. Passou ainda por Flamengo, Fluminense (também por empréstimo), Atlético Mineiro, Guarani, Inter de Limeira, Paraná Clube, Ceará e Vila Nova. 
Em 2001 foi para o Madureira, onde encerrou a carreira em 2003 após uma passagem pelo Brasiliense.

## Seleção Brasileira
| Jogo | Data       | Local                      | Adversário     | Placar | Resultado | Competição                | Status       | Clube     |
| ---- | ---------- | -------------------------- | -------------- | ------ | --------- | ------------------------- | ------------ | --------- |
| 1    | 17-10-1990 | Estádio Nacional           | Chile          | 0–0    | Empate    | Friendship Cup            | 17 - Reserva | Botafogo  |
| 2    | 31-10-1990 | Estádio San Siro           | Resto do Mundo | 1–2    | Derrota   | Amistoso                  | 18 - Reserva | Botafogo  |
| 3    | 08-11-1990 | Estádio Mangueirão         | Chile          | 0–0    | Empate    | Friendship Cup            | 16 - Reserva | Botafogo  |
| 4    | 28-05-1991 | Estádio João Havelange     | Bulgária       | 3–0    | Vitória   | Amistoso                  | 16 - Reserva | Botafogo  |
| 5    | 11-09-1991 | Estádio Nacional Arms Park | País de Gales  | 0–1    | Derrota   | Amistoso                  | 15 - Reserva | Botafogo  |
| 6    | 30-10-1991 | Estádio Dílzon Melo        | Iugoslávia     | 3–1    | Vitória   | Amistoso                  | 18 - Reserva | Botafogo  |
| 7    | 18-12-1991 | Estádio Serra Dourada      | Tchéquia       | 2–1    | Vitória   | Amistoso                  | 9 - Titular  | Botafogo  |
| 8    | 26-02-1992 | Estádio Castelão           | Estados Unidos | 3–0    | Vitória   | Amistoso                  | 18 - Reserva | Botafogo  |
| 9    | 15-04-1992 | Estádio José Fragelli      | Finlândia      | 3–1    | Vitória   | Amistoso                  | 9 - Titular  | Botafogo  |
| 10   | 30-04-1992 | Estádio Centenário         | Uruguai        | 0–1    | Derrota   | Amistoso                  | 17 - Reserva | Botafogo  |
| 11   | 17-05-1992 | Estádio de Wembley         | Grã-Bretanha   | 1–1    | Empate    | Amistoso                  | 18 - Reserva | Botafogo  |
| 12   | 19-05-1992 | Estádio San Siro           | Milan          | 1–0    | Vitória   | Amistoso                  | 9 - Titular  | Botafogo  |
| 13   | 06-06-1993 | Estádio Yale Bowl          | Estados Unidos | 2–0    | Vitória   | 1993 U.S. Cup             | 7 - Titular  | Bordeaux  |
| 14   | 10-06-1993 | Estádio RFK                | Alemanha       | 3–3    | Empate    | 1993 U.S. Cup             | 7 - Titular  | Bordeaux  |
| 15   | 13-06-1993 | Estádio RFK                | Grã-Bretanha   | 1–1    | Empate    | 1993 U.S. Cup             | 7 - Titular  | Bordeaux  |
| 16   | 08-08-1993 | Estádio Rei Pelé           | México         | 1–1    | Empate    | Amistoso                  | 18 - Reserva | Bordeaux  |
| 17   | 15-08-1993 | Estádio Centenário         | Uruguai        | 1–1    | Empate    | 1994 World Cup Qualifying | 16 - Reserva | São Paulo |
| 18   | 05-09-1993 | Estádio Mineirão           | Venezuela      | 4–0    | Vitória   | 1994 World Cup Qualifying | 7 - Titular  | São Paulo |

## Títulos
Botafogo
- Torneio da Amizade de Vera Cruz: 1990
- Carioca: 1990

São Paulo
- Recopa Sul-Americana: 1993
- Supercopa Libertadores: 1993
- Copa Europeia/Sul-Americana: 1993

## Estatísticas
| Clube    | Temporada | Campeonato Nacional | Campeonato Nacional | Campeonato Estadual | Campeonato Estadual | Competições Amistosos | Competições Amistosos | Total | Total |
| Clube    | Temporada | Jogos               | Gols                | Jogos               | Gols                | Jogos                 | Gols                  | Jogos | Gols  |
| -------- | --------- | ------------------- | ------------------- | ------------------- | ------------------- | --------------------- | --------------------- | ----- | ----- |
| Botafogo | 1989      | 17                  | 1                   | -                   | -                   | -                     | -                     | 17    | 1     |
| Botafogo | 1990      | 18                  | 5                   | 21                  | 1                   | 2                     | 4                     | 41    | 10    |
| Botafogo | 1991      | 17                  | 3                   | 17                  | 13                  | 5                     | 1                     | 39    | 17    |
| Botafogo | 1992      | 22                  | 9                   | -                   | -                   | -                     | -                     | 22    | 9     |
| Botafogo | Total     | 74                  | 18                  | 38                  | 14                  | 7                     | 5                     | 119   | 37    |

| Clube     | Temporada | Campeonato Nacional | Campeonato Nacional | Campeonato Estadual | Campeonato Estadual | Competições Internacional | Competições Internacional | Total | Total |
| Clube     | Temporada | Jogos               | Gols                | Jogos               | Gols                | Jogos                     | Gols                      | Jogos | Gols  |
| --------- | --------- | ------------------- | ------------------- | ------------------- | ------------------- | ------------------------- | ------------------------- | ----- | ----- |
| São Paulo | 1993      | 11                  | 2                   | -                   | -                   | 8                         | 2                         | 19    | 4     |
| São Paulo | 1994      | -                   | -                   | 5                   | 3                   | -                         | -                         | 5     | 3     |
| São Paulo | Total     | 11                  | 2                   | 5                   | 3                   | 8                         | 2                         | 24    | 7     |

| Clube    | Temporada | Campeonato Nacional | Campeonato Nacional | Campeonato Estadual | Campeonato Estadual | Competições Amistosos | Competições Amistosos | Total | Total |
| Clube    | Temporada | Jogos               | Gols                | Jogos               | Gols                | Jogos                 | Gols                  | Jogos | Gols  |
| -------- | --------- | ------------------- | ------------------- | ------------------- | ------------------- | --------------------- | --------------------- | ----- | ----- |
| Flamengo | 1994      | -                   | -                   | 14                  | 4                   | 7                     | 0                     | 21    | 4     |
| Flamengo | Total     | -                   | -                   | 14                  | 4                   | 7                     | 0                     | 21    | 4     |

| Clube      | Temporada | Campeonato Nacional | Campeonato Nacional | Campeonato Estadual | Campeonato Estadual | Competições Amistosos | Competições Amistosos | Total | Total |
| Clube      | Temporada | Jogos               | Gols                | Jogos               | Gols                | Jogos                 | Gols                  | Jogos | Gols  |
| ---------- | --------- | ------------------- | ------------------- | ------------------- | ------------------- | --------------------- | --------------------- | ----- | ----- |
| Fluminense | 1995      | 23                  | 5                   | -                   | -                   | 2                     | 2                     | 25    | 7     |
| Fluminense | 1996      | 16                  | 3                   | 20                  | 6                   | 11                    | 4                     | 47    | 13    |
| Fluminense | Total     | 39                  | 8                   | 20                  | 6                   | 13                    | 6                     | 72    | 20    |

| Clube     | Temporada | Campeonato Nacional | Campeonato Nacional | Campeonato Estadual | Campeonato Estadual | Competições Amistosos | Competições Amistosos | Total | Total |
| Clube     | Temporada | Jogos               | Gols                | Jogos               | Gols                | Jogos                 | Gols                  | Jogos | Gols  |
| --------- | --------- | ------------------- | ------------------- | ------------------- | ------------------- | --------------------- | --------------------- | ----- | ----- |
| Madureira | 2001      | -                   | -                   | 16                  | 6                   | -                     | -                     | 16    | 6     |
| Madureira | Total     | -                   | -                   | 16                  | 6                   | -                     | -                     | 16    | 6     |

| Clube    | Temporada | Campeonato Nacional | Campeonato Nacional | Copa Nacional | Copa Nacional | Competições Internacional | Competições Internacional | Total | Total |
| Clube    | Temporada | Jogos               | Gols                | Jogos         | Gols          | Jogos                     | Gols                      | Jogos | Gols  |
| -------- | --------- | ------------------- | ------------------- | ------------- | ------------- | ------------------------- | ------------------------- | ----- | ----- |
| Bordeaux | 1992-93   | 33                  | 5                   | 4             | 3             | -                         | -                         | 37    | 8     |
| Bordeaux | 1994-95   | 29                  | 11                  | 4             | 2             | 2                         | 0                         | 35    | 13    |
| Bordeaux | Total     | 62                  | 16                  | 8             | 5             | 2                         | 0                         | 72    | 21    |